# 정사 2
《정사 2》(핀란드어: Levottomat 3)는 2004년 공개된 핀란드의 영화이다. 2000년 영화 《레스트리스》, 2001년 영화 《정사 3》의 속편이다.

## 주연
- 미 그뢴룬드 : 욘나 역